# Apache (brano musicale)
Apache è un brano musicale del gruppo britannico The Shadows, composto da Jerry Lordan, pubblicato nel luglio 1960 e dedicato all'omonima tribù nativo-americana.

## Tema con motivo
All'inizio si sente un rullo simile a quello dei tamburi di pelle animale dei nativi, poi la chitarra elettrica parte ripetendo due volte le note d'introduzione, dopodiché anche gli altri partono con il motivo uguale a quello dei nativi quando camminano verso una guerra. Le note centrali vengono ripetute più volte in tutto il pezzo (oltre 2 minuti), simili a quelle iniziali, ma più veloci o più lente allo stesso tempo. Alla fine, le note conclusive sono le stesse dell'introduzione, ma il pezzo si chiude classicamente con un pizzico brusco di chitarra senza far ripetere, per due volte complete, le note.